# Tolle Tage
Tolle Tage ist ein Silvester-Fernsehschwank von Hans-Joachim Preil des DDR-Fernsehens, der zum Jahreswechsel 1969/70 erstmals ausgestrahlt wurde. Die vollständig im Studio gedrehte Produktion ist im gewissen Sinne die Fortsetzung der Kino-Komödie Meine Freundin Sybille aus dem Jahre 1967, in der das Komikerpaar Herricht & Preil erstmals als Stellvertreter Hurtig und dessen Chef, Reiseleiter Obermüller, aufgetreten sind. In weiteren tragenden Rollen sind unter anderem Heinz Rennhack, Helga Raumer, Willi Narloch und Gerd E. Schäfer zu sehen.

## Handlung
Obermüller soll die Betreuung der Silvesterveranstaltung in der „Schneemannbaude“ im thüringischen Katzhütte übernehmen und gleichzeitig seinen Stellvertreter Hurtig in die Aufgaben eines Heimleiters einweisen. Bei der Anreise finden beide jedoch kein Personal vor, da Obermüller durch einen Fehler den Koch Bretschneider und die Reinigungsfrau Wunderlich erst für den 3. Januar und nicht bereits für den 30. Dezember bestellt hat. Beide Herren müssen nun die anreisenden elf Gäste selbst betreuen, wobei vieles schiefgeht.

## Produktion
Der Film erlebte am 31. Dezember 1969 im 2. Programm des Deutschen Fernsehfunks seine Erstausstrahlung. Im November 2016 kam der Film bei Icestorm im Rahmen der Reihe DDR TV-Archiv auf DVD heraus.

## Sonstiges
- Willi Narloch war bereits in Meine Freundin Sybille zu sehen. Allerdings spielte er dort nicht den trinkfreudigen Klempner Oskar Linke, sondern am Anfang und am Ende des Films den Taxi-Fahrer.
- Tolle Tage ähnelt sehr stark der auch von Hans-Joachim Preil in den 1980er Jahren geschriebenen Fernsehschwank-Reihe Ferienheim Bergkristall (1983 bis 1989). Auch dort geht es in den insgesamt sechs Folgen um die turbulenten Verwicklungen der Gäste und des Personals eines Ferienheims im gebirgigen Süden der DDR, diesmal im Erzgebirge.
- Das 1961 gegründete Enzo-Trio wird im Abspann nur als Enzo-Trio bezeichnet, ohne die drei Mitglieder namentlich zu nennen: Heinrich Theiner (Bass, Gesang), Rudolf Bürgermeister (Akkordeon, Gesang) und Helmut Henschel (Gitarre, Gesang).[2][3]